# گومی، کره جنوبی
شهر گومی, کره جنوبی (به کره‌ای: 구미) (به انگلیسی: Gumi, South Korea) با جمعیت  ۳۸۳٫۷۸۶  نفر در ایالت  جئونسانگبوک-دو در کشور کره‌جنوبی واقع شده‌است.